# Allée des Justes-parmi-les-Nations (Paris)
Pour les articles homonymes, voir Allée des Justes-parmi-les-Nations.
L’allée des Justes-parmi-les-Nations (ou allée des Justes, allée des Justes-de-France, selon divers plans de Paris) est située dans le quartier du Marais (4e arrondissement de Paris).

## Situation et accès
Cette allée est située entre la rue Geoffroy-l'Asnier et la rue du Pont-Louis-Philippe.

## Origine du nom
Elle commémore les Justes parmi les nations français, et les enfants juifs déportés.

## Historique
Cette allée piétonne plantée d'une rangée d'arbres est anciennement une partie de la rue du Grenier-sur-l'Eau qui a pris la dénomination de « allée des Justes-de-France » le 17 juillet 2000, avant de prendre sa dénomination actuelle par un arrêté municipal des 11, 12, 13 et 14 juin 2019.
Elle est dégradée en mai 2024 sur demande du pouvoir politique russe pour simuler une déstabilisation pro-palestinenne dans le cadre du conflit au Proche-Orient afin de façonner l'opinion publique,.
Le mémorial est de nouveau dégradé par des jets de peinture verte le 31 mai 2025.

## Bâtiments remarquables et lieux de mémoire
- Mur des Justes : sur le mur d'enceinte du Mémorial de la Shoah, des plaques rendent hommage aux Justes de France. Elles ont été inaugurées le 14 juin 2006[5]. La liste comporte plus de 3 900 noms, classés par l'année où le titre leur a été décerné et par ordre alphabétique.
- Le Passage amplifié, installation artistique en mémoire des enfants juifs déportés, sur le mur du collège François-Couperin.
- Une fontaine Wallace à l'extrémité ouest.
- No 2 : groupe scolaire, au croisement avec la rue Geoffroy-l'Asnier. L'inscription ancienne « École de filles » figure encore de nos jours côté rue et « École de garçons » côté allée, bien que l'établissement actuel soit le collège François-Couperin.
- Des tombes mérovingiennes sont découvertes aux alentours du N°2 [6].
Sous l'Occupation, lors de la rafle du Vélodrome d'Hiver de juillet 1942, un centre de regroupement de Juifs y est installé[7].

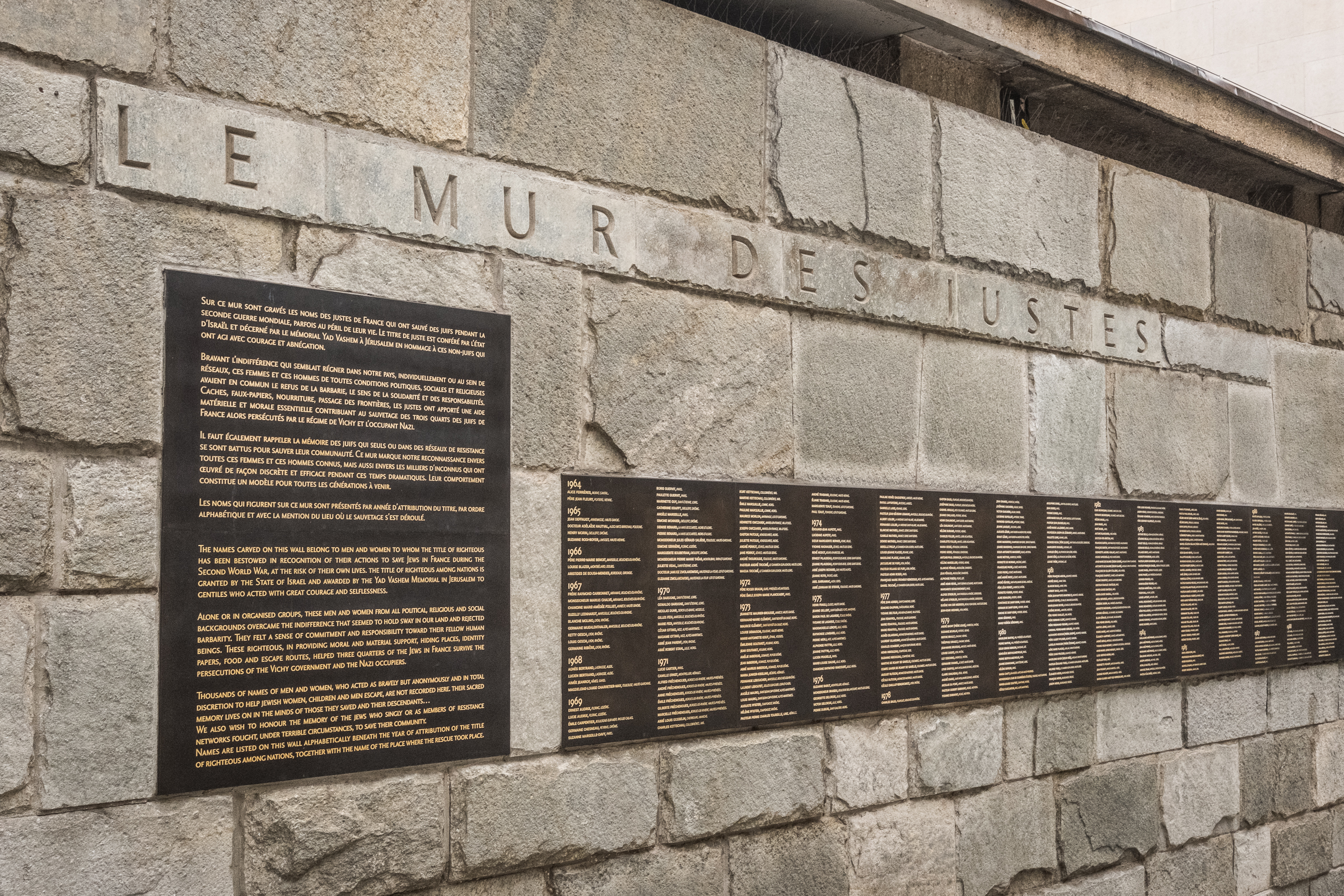
Le mur des Justes.
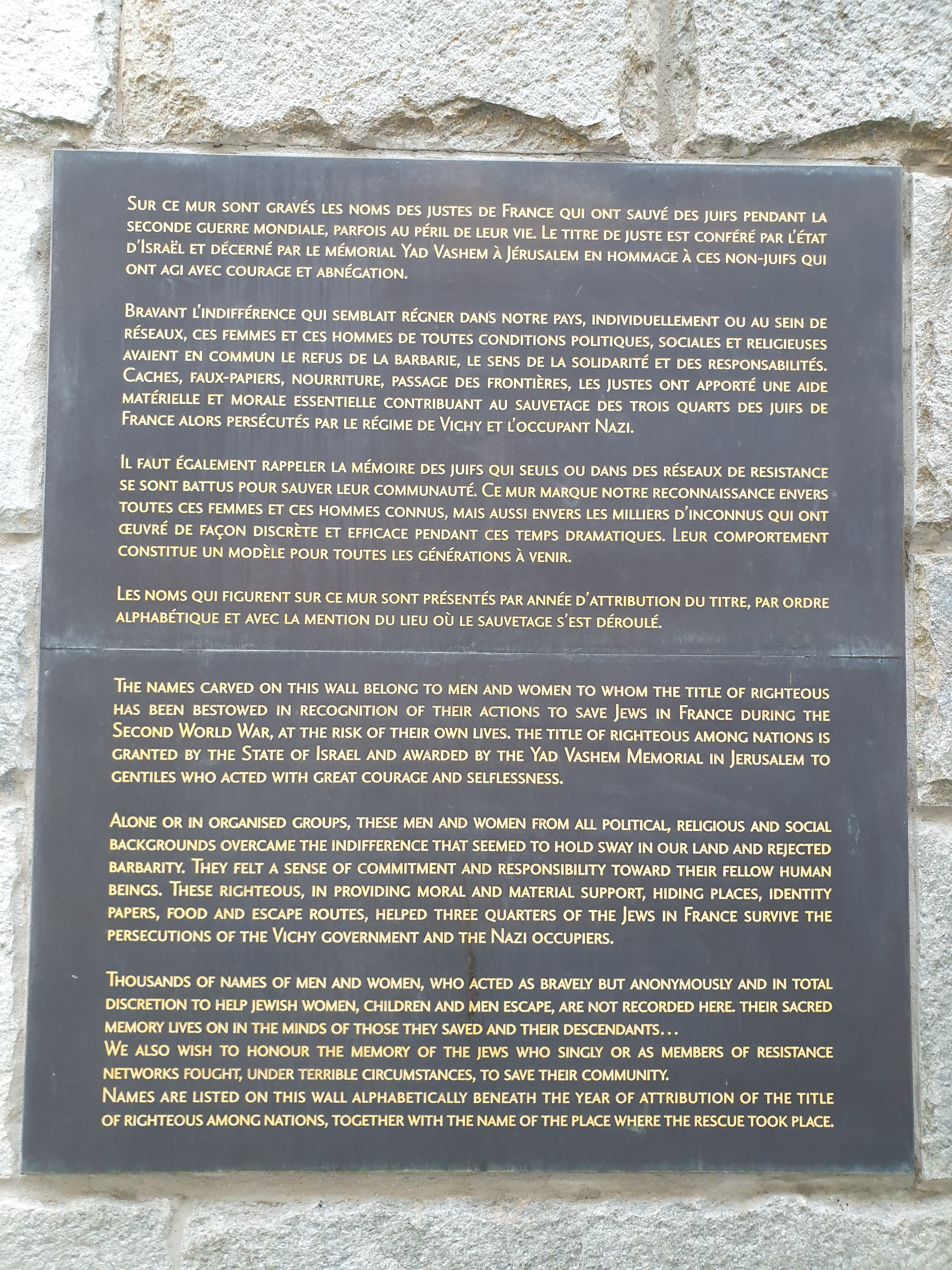
Plaque commémorative.
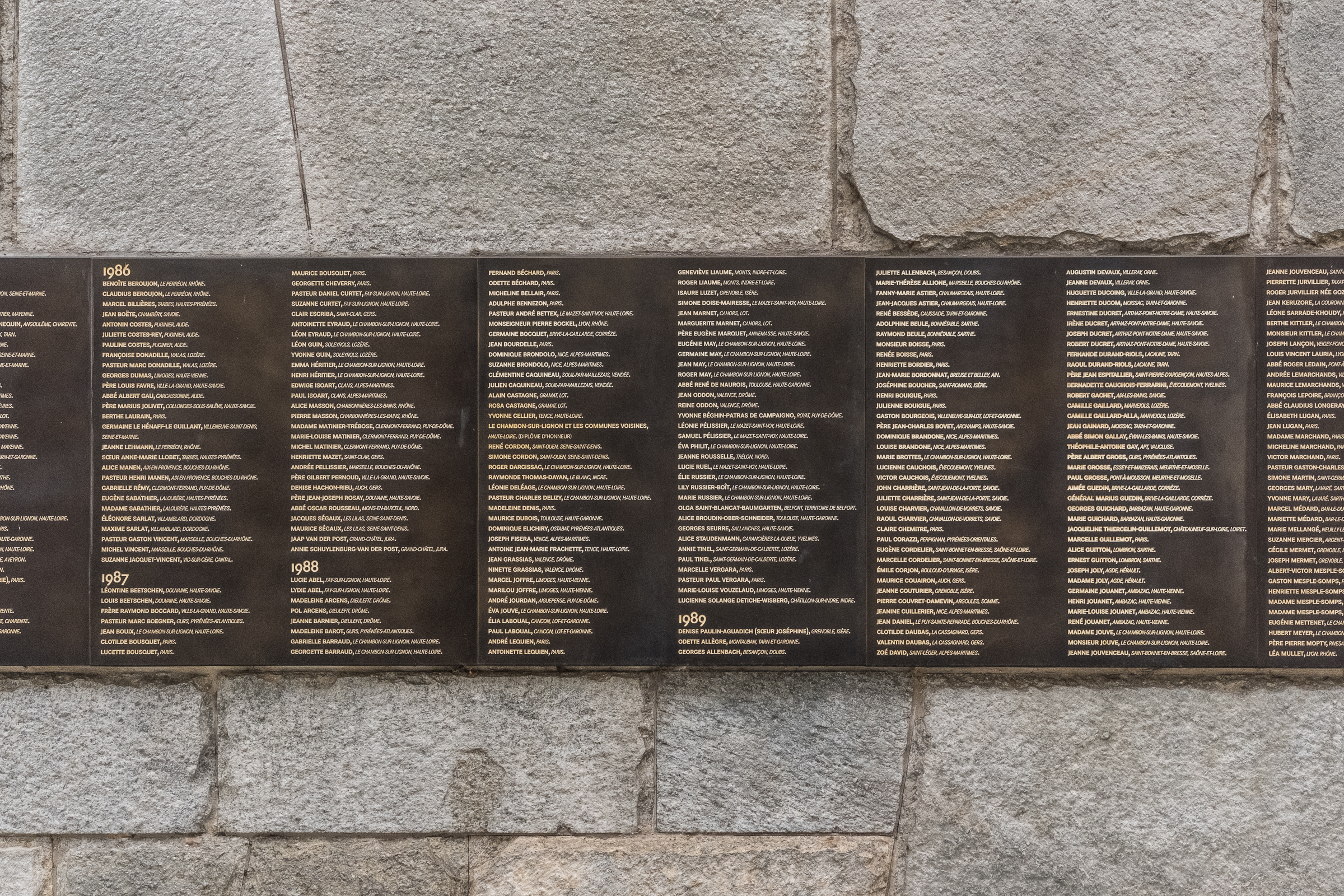
Les inscriptions sur le mur.

## Noms de quelques Justes
- Julien Azario

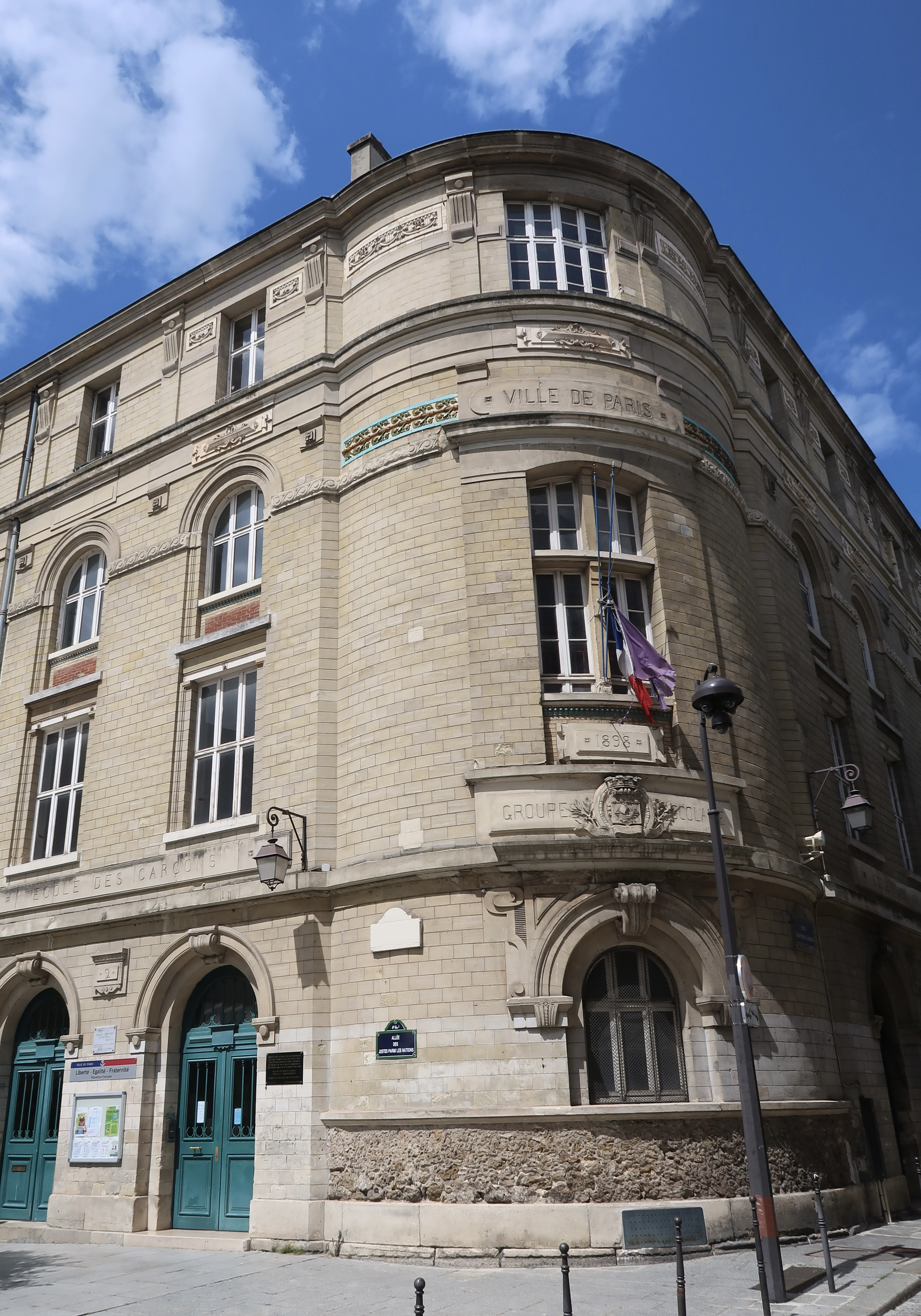
Façade du collège François-Couperin.

- Odette Androt, née Marais (1912-2008)
- Roger Belbéoch
- Père Marie-Benoît
- Lucien et Agnès Bertrand
- Rolande Birgy
- Pierre Bockel
- Marc Boegner
- Léon Bronchart
- Marguerite et Marius Bouchard
- Claire Chemitre
- Rémy Dumoncel
- Ferdinand et Lucie Durband
- Émile Faure et Marie Faure[8]
- Pierre Gerlier
- Alexandre Glasberg
- Jeanne Goupille
- André Hammel
- Georgette Hammel
- Jacques de Jésus
- Madeleine Jeudi et son mari Louis
- Mathilde Khenaffou
- Jules Lafue et Madeleine Véron[8]
- Pierre et Lucienne Lagarde
- Gabriel et Marie-Louise Lanoux
- Isaure Luzet
- Auguste Maryand
- Madeleine Michelis
- Joseph Migneret, directeur de l'École élémentaire des Hospitalières-Saint-Gervais
- Gabriel Piguet
- Paul Ramadier
- Germaine Ribière
- Jules Saliège
- Marie Sagnier
- Aristides de Sousa Mendes
- Roger Taillefer
- Suzanne Spaak
- André Trocmé
- Daniel Trocmé
- Magda Trocmé
- Nicholas Winton

Voir également la Catégorie:Juste parmi les nations français